# マッドマックス/サンダードーム
『マッドマックス/サンダードーム』（原題: Mad Max Beyond Thunderdome）は、1985年公開のアクション映画。前作『マッドマックス2』のヒットを受けて製作されたシリーズ第3作。

## 作品解説
本作はソウルの大御所ティナ・ターナーを起用するなど、ハリウッドと大きくコミットメントした作品である。
本作ではタイトルにあるとおりサンダードームと呼ばれる金網リングでの試合が見所となっている。一方でカーアクションの割合は減り、機関車と改造バギーのチェイスが観られる程度である。
メインスタッフについては、これまでジョージ・ミラーと共にシリーズを創りあげてきたプロデューサーのバイロン・ケネディが1983年に33歳の若さで急死。音楽は当初、ジョルジオ・モロダーが担当するはずだったが、モーリス・ジャールに交代した。映画の締め括りには「バイロンに捧ぐ」とのテロップが流れる。

## ストーリー
核戦争を経験した荒野をさすらうマックスは、航空機を操る謎の親子連れに乗り物や装備を奪われる。
徒歩でたどり着いた“バータータウン”は、物々交換で成り立つ街だった。街の支配者である女王アウンティに腕前を買われたマックスは、自分の持ち物を取り戻すべく、全ての問題を解決するために設けられたステージ“サンダードーム”にて、街の裏の支配者であるマスター・ブラスターと戦うことになる。
マスター・ブラスターは、ひ弱な老人のマスターと巨躯のブラスターの二人組であり、戦いに参加するのはブラスター一人だった。マックスはブラスターを殺せる段階まで追い詰めるが、彼に知的障害がある様子を見て、止めを刺すことができなかった。そのせいでアウンティの不興を買ったマックスは「運命のルーレット」によってかろうじて死だけは免れるも、身一つで砂漠に追放されてしまう。
砂漠で倒れて死にかけていたマックスは、彼を「ウォーカー機長」と呼ぶ子供達に救われる。子供だけで構成されたその部族では、機長が皆を「トゥモローランド」へ連れて行ってくれるという伝説が語り継がれていた。しかしマックスが自分はウォーカーではないと言い、トゥモローランドの存在も否定すると、一部の子供達は幻滅して集落を去り、砂漠へと旅立ってしまう。マックスは数人の子供と一緒に、去った者たちの後を追い合流するが、その時には物資もなく、近くに見えるバータータウンへと戻ることを余儀なくされる。
バータータウンの地下に潜入したマックス達は囚われていたマスターを解放し、彼を連れて改造車両で線路を走って逃げ出す。アウンティの軍団から追跡を受けながらも、車両は線路の端まで到達する。そこで、マックスの荷物を奪った、航空機に乗っていた親子に再会する。マックスは航空機に他の者達を乗せるが、彼らが離陸できるように自分は地上に残り、追手の車を破壊する。アウンティはマックスに感服し、彼を見逃して去ってゆく。
航空機は廃墟と化したシドニーへ辿り着き、彼らはその地で新たにコミュニティを築く。一方のマックスは一人また荒野をさすらう。

## 登場人物・キャスト

### 放浪者
マックス（マクシミリアン）・ロカタンスキー / Maximillian "Max" Rockatansky
演 - メル・ギブソン
前作から引き続き元警官の主人公。砂漠でキャメルワゴンに乗りながら放浪していたが、ジェデダイア親子が乗る飛行機に突如襲われ車輛を奪われてしまう。ジュデダイア親子の足取りを追う中でバータータウンに辿り着き、街の支配者であるアウンティに盗まれたキャメルワゴンと食糧等を取り戻す条件としてブラスターの抹殺を依頼される。サンダードームでブラスターと闘うが、止めを刺さなかった為に掟により砂漠に追放される。瀕死の状態に陥っているところをキャプテン・ウォーカーを探しに旅をしていたサバンナに助けられ、彼女が住むオアシスに運ばれた。オアシスで蘇生後、夢物語を信じてトゥモローランドに向かおうとする子供達に外の世界の現実を突きつけ、オアシスでの一生を過ごす方が得策だと説得するも、サバンナを筆頭とした一部の子供たちが外の世界を知ろうとオアシスを飛び出したため、彼女らを引き止めに向かう過程で再びバータータウンに舞い戻る事となる。オアシスの子供たちからはオアシスを築き上げた後に行方不明となったボーイング機のパイロットである伝説のキャプテン・ウォーカーに間違われた。前作で付けていた左足の補助器具が外れている代わりに、負傷部分を布切れで巻き付けている。また、序盤では長旅のせいでロングヘアになっていたが、オアシスに運ばれた際にサバンナに髪を整えられ、前作と同じ髪型に戻った。
ジェデダイア / Jedediah
演 - ブルース・スペンス
小型の飛行機に乗り、盗んだ盗品をバータータウンで取引している男。息子にジェデダイアJr.がいる。砂漠でマックスが乗っていたキャメルワゴンを奪い、バータータウンに売り付た。マスターを連れてバータータウンから逃げてきたマックス達が彼の住処に辿り着いた事でマックスと再会。命と引き換えに飛行機でマスターとピッグキラー、そしてサバンナ達を乗せてトゥモローランドに飛び立った。
ジェデダイアJr. / Jedediah Jr.
演 - アダム・コックバーン
ジェデダイアの息子。父親の小型の飛行機の操縦も出来る。最後は飛行機でトゥモローランドに辿り着く。

### バータータウン
アウンティ・エンティティ / Aunty Entity
演 - ティナ・ターナー
バータータウンを築き上げ、街を支配する女性で街を一望できる監視塔に住む。バータータウンの電気などのエネルギーを製造する地下施設アンダーグランドを指揮する街の支配者気取りのマスターと対立しており、マスターを守るブラスターの抹殺を狙っており、盗人を追ってやってきたマックスの腕を見込み、サンダードームでブラスターを殺させようとする。マックス達にマスターを奪われてバータータウンが壊滅的打撃を受けるが、再建の為に軍団を率いてマスターを奪還とマックス達の後を追う。
ピッグキラー / Pig Killer
演 - ロバート・グラッブ
バータータウンの地下施設で豚の世話係をしていた囚人だが、街で飢えていた子供に豚肉を食べさせるつもりで殺した為、「ピッグキラー」の罪名を付けられ重労働を課されていた。マックスに出会って彼から「嵐の予感」を感じ取り、彼がサンダードームで掟を破った為にバータータウンから砂漠に追放された後もマックスが連れていた猿に水をマックスの元に運ばせたりした。最後はマックスに解放され、マックスと子供達と共に地下にある列車車両に乗ってバータータウンから脱出した。そしてジェデダイアの小型飛行機に乗り、トゥモローランドに辿り着いた。
マスター/ブラスター / The Master、The Blaster
演 - アンジェロ・ロシット、ポール・ラーソン（体）/スティーブン・ヘイズ（顔）
バータータウンの電気や乗り物を動かす為のメタン工場がある地下施設を牛耳ている、小人の男「マスター」と巨躯の男「ブラスター」。マスターはバータータウン発展の為の頭脳的役割を果たし、ブラスターは巨体と怪力を生かしてマスターの手足となっていた。
ブラスターはサンダードームでマックスと闘い、自慢の怪力を活かした力業でマックスを圧倒するも、マックスに高音の反響音を聞くと激しい頭痛に襲われるという弱点を知られていた為、マックスが吹いた笛の音色で頭痛に襲われた所をハンマーで何度も殴打されて敗北した。しかし子供の様な心を持った知的障害者だった為、マックスは止めを刺すのをやめるが、アイアンバーにボウガンで射殺された。
一方のマスターはブラスターの死後、拷問の末に無理やりアウンティ達に服従させられたが、バータータウンに舞い戻ってきたマックスと子供達により救われ、バータータウンから脱出した。その後もアウンティ達が彼を取り戻そうと狙われるが、最後はジェデダイアの小型飛行機に乗り、トゥモローランドに辿り着いた。
アイアンバー / Ironbar
演 - アングリー・アンダーソン
アウンティの部下の1人で、背中に奇妙な人形の顔の付いた棒を背負ったバータータウンの警備隊の隊長格。他の来訪者の中でも一際異様な雰囲気を放っていたマックスに目を付ける。マスターを連れてバータータウンを脱出したマックス達を異常なまでの執念深さで追跡するも、最後は彼が乗る車両とマックスが乗るキャメルワゴンが正面衝突し、大破した車両の下敷きになり、マックスに中指を突き立てながら絶命した。
ザ・コレクター / The Collector 
演 - フランク スリング
バータータウンの貿易と物々交換を担当していた男。マックスが所持していた大量の武器を預かった。バータータウン壊滅の際、一人放心状態となっていた。
ディールグッド / Dr. Dealgood
演 - エドウィン・ホッジマン
バータータウンの治安判事の男で街中ではジュデダイアがマックスから奪ったラクダを販売し、サンダードームでは司会を務めた。バータータウンが壊滅した時は品物のラクダを必死になって売りつけていた。
ブラックフィンガー / George Spartels
演 - ジョージ・スパーテルズ
アウンティの部下の1人で地下施設のガレージで車両整備の主任を務め、マックスのキャメルワゴンの点検を行っていた。バータータウンを脱出したマックス達を追う際、アウンティの乗る車両に同乗、列車の連結を外してマスターとサバンナ達を引き離そうとするも、マックスにあっさりとマスターを奪い返されてしまった。
トン・トン・タトゥー / Ton Ton Tattoo
演 - アンドリュー・オウ
バータータウンのアウンティの監視塔でサックスを演奏していた盲目の男。背中に和彫りの入墨を入れ、丁髷に廻し姿と日本の相撲取りの格好をしている。
水商人 / Waterseller
演 - ボブ・ホーナリー
バータータウンで水を売っていた男。マックスに水をしつこく売ってくるが、当の水はマックスのガイガーカウンターが大きく反応する程汚染されていた。その際「今さら放射能が何だってんだ」と平然としていた。

### 最後の部族
サバンナ・ニックス / Savannah Nix
演 - ヘレン・バディ
子供達の部族「最後の部族（The Lost Tribe）」の長老となる若い女性。砂漠で倒れていたマックスを見つけ、伝説のキャプテン・ウォーカーだと思い込み、彼女が住むオアシスに運んだ。マックスが自分がキャプテン・ウォーカーでも無く、核で世界が終わり、トゥモローランドも存在しないと失望させると、オアシス以外の外の世界をどうなっているか確かめるために、マックスの制止を無視して数人の子供達と一緒にオアシスから出て行ってしまう。最後はジェデダイアの小型飛行機に乗り、トゥモローランド（廃墟のシドニー）に辿り着き、そこでグループのリーダーとなって子孫たちにマックスの事やマックスが無事にトゥモローランドに辿りつけるよう灯りを灯し続けることを語りかけた。
アンナ・ゴアンナ / Anna Goanna
演 - ジャスティン・クラーク
子供達の部族「最後の部族（The Lost Tribe）」の少女。オアシスから出て行ったサバンナ達を追うマックスに率先して同行した。バータータウンでマスターを救うとスカイフィッシュと共に彼の見たこともない荷物の品物を物色し、蓄音機から流れる音に驚いていた。
スカイフィッシュ / Mr. Skyfish
演 - マーク・スパイン
子供達の部族「最後の部族（The Lost Tribe）」の少年。オアシスから出て行ったサバンナ達を追うマックスに仕方なく同行した。バータータウンから列車で逃げる時、アイアンバーが列車の棒に掴まっていた処を金鋸で切り落として列車から落とす活躍を見せる。最後はトゥモローランドに辿り着いた。
クシャ（妊娠中の少女） / Cusha - Pregnant Girl
演 - トニ・アレイス
子供達の部族「最後の部族（The Lost Tribe）」の少女。
ゲッコー / Gekko
演 - マーク・カウナス
子供達の部族「最後の部族（The Lost Tribe）」の少年。サバンナと一緒にオアシスから出て行くが、流砂に呑み込まれてしまう。
スクルールース / Scrooloose
演 - ロブ・ズアニック
子供達の部族「最後の部族（The Lost Tribe）」の少年。目元に黒のアイシャドウを入れている。オアシスでマックスの猿の面倒を見ていた。サバンナ達とオアシスから出て行く。バータータウンから脱出の際はフライパンを武器に、追ってきたアウンティ達の迎撃に参戦、キャメルワゴンを奪うなど活躍を見せる。最後はサバンナ達と共にトゥモローランドに辿り着いた。
エディー / Eddie
演 - シェーン・ティクナー
子供達の部族「最後の部族（The Lost Tribe）」の少年。最後はサバンナ達と共にトゥモローランドに辿り着く。
チューバ・ティンアイ / Tubba Tintye
演 - ジェームズ・ウィングローブ
子供達の部族「最後の部族（The Lost Tribe）」の少年。
フィン・マッコー / Finn McCoo
演 - アダム・スクーゴー
子供達の部族「最後の部族（The Lost Tribe）」の少年。
スクラッチ / Mr. Scratch
演 - アダム・ウィリッツ
子供達の部族「最後の部族（The Lost Tribe）」の少年。
スレイク / Slake
演 - トム・ジェニングス
子供達の部族「最後の部族（The Lost Tribe）」のリーダーの若者。サバンナ達が彼らが住むオアシスに住む。マックスが伝説のキャプテン・ウォーカーだと信じていたが、実際は人違いで外の世界の現実を突きつけられるや、サバンナと対立してオアシスでの定住を説き始める。オアシスに留まり、オアシスを飛び出したサバンナ達を探しに行くマックスを見届けた。彼が持っている長柄の杖は実はボルトアクション式の狙撃銃で、マックスがオアシスを飛び出そうとするサバンナを制止する際、威嚇目的で2発放った。

## 用語
マックスのサル
『マッドマックス2』で相棒の犬が死んだ後のマックスの新しい相棒となるサル。マックスが乗るキャメルワゴンがジェデダイアに盗まれた時、乗っていた為に一緒に連れていかれた。その際、マックスの為に笛やブーツなど地面に落として行った。バータータウンに運ばれた後、地下施設アンダーワールドのマスターに没収され、囚人ピッグキラーの下でお世話になる。マックスがバータータウンから荒地に追放された後、ピッグキラーがマックスの元に水が入ったフラスクを届ける為にサルを運ばせた。その後は子供達の部族「最後の部族」が住む地殻の断裂に着いてからはスクルールースと過ごし、サバンナら一部の子供たちと共に行動して再びバータータウンに向かうこととなった。バータータウンに戻ってからもスクルールースと行動したがタウンから脱出する際にはぐれてしまい、地下と地上を繋ぐパイプを通って地上に逃げ出した為、マックス達と合流することなく行方不明となってしまった。
バータータウンBARTER TOWN
荒地のアウトバックである「ウェイストランド」にある物々交換などの取引で栄える町。アウンティ・エンティティが建造・支配し、彼女は町の監視塔に住む。地下施設アンダーワールドにはマスター・ブラスターの運営の下、労働力として囚人達が豚の糞からメタンガス生産の為働かされている。またサンダードームと呼ばれる闘技場があり、町中での喧嘩事の物事はアウンティの承諾の下、見世物として解決することとなっている。マックスと子供達がバータータウンから脱出する為、町の地下施設アンダーワールドで町と合体した機関車を無理矢理動かした為、町の大半が破壊した。
サンダードームThunderdome
バータータウンにある闘技場で、町中での喧嘩事の物事の解決はこの闘技場で決着をつける。金属の金網状の塀で造られた巨大なドーム状の中で一対一で死闘の闘いをする。「2人が入って1人が出れる」の掟の下、喧嘩事を起こした人物2名がバンジーロープを括りつけられた状態でドーム内で戦い、どちらか一方が死ぬまで続けられる。戦い方も自由でドーム内に投入されているチェンソーやハンマーなどの武器を使用するができる。また観客はドームの塀に攀じ登って試合を見学するが金網状の為、武器攻撃が外れると観客も巻き添えを食らって死ぬ事もある。
尚、サンダードームでの掟を破った者は「運命のルーレット」によって処罰を受けることとなり、マックスはこのルーレットで「死の追放」を当ててしまい、被り物による眼隠しと両手を縛られ、更に後ろ向きで馬に乗せられた状態で荒野に追放される事となった。因みに「運命のルーレット」に書かれている他の処罰として「死刑」「解放（処罰無し）」「重労働」「アウンティの裁き」といったものがある。
映画4作目『マッドマックス 怒りのデス・ロード』の前日譚コミックである『Mad Max Fury Road Mad Max #1』と2015年のゲーム版ではガスタウンと呼ばれる町に、同じサンダードームの闘技場に基づいたサンダードーム・プラスと呼ばれる闘技場が存在する。
地殻の断裂Crack in the Earth
子供達の部族「最後の部族（The Lost Tribe）」が住む渓谷地帯のオアシス。周りは砂漠の荒地。付近に核戦争の影響で墜落した子供達の親を乗せたボーイング機の残骸がある。
最後の部族The Lost Tribe
the waiting onesとも呼ばれる野生化した子供達。荒地のオアシスである地殻の断裂で独自に暮らす。スレイクと言う名の若者とサバンナと言う若い女性の2人をリーダーにする。核戦争が起きた時、難民を乗せて都市（シドニー）から脱出したボーイング機の乗り組み員の親達の子供である。ボーイング機は核戦争の際の核の爆風の影響で荒地の地殻の断裂地帯の場所に墜落した。その親の子供達はボーイング機のパイロットであるキャプテン・ウォーカー機長を神話の人物として伝える。キャプテン・ウォーカーの元、伝説のトゥモローランドに戻る事を望んでいる。サバンナら一部の子供達は外の世界を知る為、オアシスから出て行き、ジェデダイアの飛行機に乗り、最後はトゥモローランドに辿り着いた。
トゥモローランドTomorrow-Morrow Land
子供達の部族「最後の部族」が残されたスライド写真で語り継がれてきた、高度な文明が残る伝説の地。そこは戦争で廃墟と化したシドニーであった。
ジェデダイアの隠れ家
ジェデダイアと息子のジェデダイアJr.が暮らす隠れ家。バータータウンの線路の最終点に放置された車の残骸があり、その車の残骸のトランクを開けると隠れ家に通じる。ジェデダイアが集めた沢山のガラクタなどの物で溢れている。ジェデダイアが乗るボロ飛行機の滑走路がある。

## 日本語吹替
| 役名                     | 俳優                     | 日本語吹替                                                                                | 日本語吹替                                                                  |
| 役名                     | 俳優                     | フジテレビ版                                                                              | スーパーチャージャー版                                                      |
| ------------------------ | ------------------------ | ----------------------------------------------------------------------------------------- | --------------------------------------------------------------------------- |
| マックス                 | メル・ギブソン           | 岡本富士太                                                                                | 安原義人                                                                    |
| アウンティ・エンティティ | ティナ・ターナー         | 沢田敏子                                                                                  | 一城みゆ希                                                                  |
| ザ・マスター             | アンジェロ・ロシット     | 永井一郎                                                                                  | 後藤哲夫                                                                    |
| ディールグッド           | エドウィン・ホッジマン   | 大塚周夫                                                                                  | 大川透                                                                      |
| アイアンバー             | アングリー・アンダーソン | 若本規夫                                                                                  | 中國卓郎                                                                    |
| ピッグキラー             | ロバート・グラッブ       | 納谷六朗                                                                                  | 岩崎ひろし                                                                  |
| サバンナ・ニックス       | ヘレン・バディ           | 玉川砂記子                                                                                | 早見沙織                                                                    |
| スレイク                 | トム・ジェニングス       | 古谷徹                                                                                    | 畠中祐                                                                      |
| ブラックフィンガー       | ジョージ・スパーテルズ   | 谷口節                                                                                    | 櫻井トオル                                                                  |
| ザ・コレクター           | フランク スリング        | 今西正男                                                                                  | 石住昭彦                                                                    |
| ジェデダイア             | ブルース・スペンス       | キートン山田                                                                              | 多田野曜平                                                                  |
| ジェデダイアJr.          | アダム・コックバーン     | 堀絢子                                                                                    | 菊池こころ                                                                  |
| スクルールーズ           | ロッド・ズァニック       |                                                                                           |                                                                             |
| ザ・ブラスター           | ポール・ラーソン         |                                                                                           |                                                                             |
| 採集民                   | キャサリン・カレン       |                                                                                           |                                                                             |
| 役不明又はその他         |                          | 伊井篤史 坂本千夏 伊藤美紀 松井菜桜子 西尾巧 荒川太郎 大谷育江 川田妙子 近藤玲子 鈴木祐子 | 合田絵利 槙乃萌美 足立由夏 矢口千博 佐藤美由希 吉田麻実 後藤ヒロキ 浅科准平 |

- フジテレビ版 - 初放送1988年4月16日21:02-22:54 『ゴールデン洋画劇場』※2013年8月7日発売のシリーズ三部作収録のBlu-ray BOXにて初収録。廉価商品を含む全てのBlu-ray Discおよび4K Ultra HDに収録。

演出：加藤敏、翻訳：平田勝茂、効果：リレーション、プロデューサー：山形淳二、解説：高島忠夫、製作：東北新社
- スーパーチャージャー版 - 『マッドマックス トリロジー スーパーチャージャー・エディション ブルーレイ版 スチールブック仕様』、『マッドマックス/サンダードーム 日本語吹替音声追加収録版』、『マッドマックス アンソロジー メタルケース&スチールブック仕様』にフジテレビ版と併録。

演出：羽田野千賀子、翻訳：平田勝茂、調整：オムニバス・ジャパン、制作：東北新社

## スタッフ
- 監督 - ジョージ・ミラー/ジョージ・オギルヴィー
- 製作 - ジョージ・ミラー/ダグ・ミッチェル/テリー・ヘイズ
- 脚本 - ジョージ・ミラー/テリー・ヘイズ
- 撮影 - ディーン・セムラー
- 音楽 - モーリス・ジャール
- 日本語字幕 - 戸田奈津子[3]

## 受賞
| 年   | 映画賞                       | 賞             | 結果       |
| ---- | ---------------------------- | -------------- | ---------- |
| 1986 | アメリカ映画音響編集者組合賞 | 音響賞         | ノミネート |
| 1986 | NAACPイメージ・アワード      | 主演女優賞     | 受賞       |
| 1986 | サターン賞                   | SF映画賞       | ノミネート |
| 1986 | サターン賞                   | 監督賞         | ノミネート |
| 1986 | サターン賞                   | 脚本賞         | ノミネート |
| 1986 | サターン賞                   | 衣装デザイン賞 | ノミネート |
| 1986 | ゴールデングローブ賞         | 主題歌賞       | ノミネート |

- 1986年 第28回グラミー賞（最優秀女性ロック・ヴォーカル・パフォーマンス）：ティナ・ターナー「ワン・オブ・ザ・リヴィング（One Of The Living）」）

## 主に登場する乗り物
多くの車両は主にバータータウンで造られており、メタンで動く。撮影の後、幾つかの車両はメルボルンとシドニーのモーターショーで展示された。
- キャメルワゴン

マックスが本編冒頭でジュデダイア親子に強奪され、バータータウンに持ち去られたトラック車両。マックスがバータータウンに到着した時には既に物々交換でマスターの手に渡り、ブラック・フィンガーに点検されていた。クライマックスのカーチェイスシーンではアウンティの部下が運転してマックス達を追跡したが、戦闘中に機関車から飛び移ってきたスクルールースによって奪還される。最後はマックスがジュデダイアの飛行機の離陸を援護する為、アイアンバーが乗るアンダムーカバギーと正面衝突させた為、大破してしまう。
本編冒頭時は燃料が尽きていたのか、マックスは数頭のラクダで牽引させて運転しており、前作同様に燃料強奪防止用のダイナマイトによる自爆装置を車体の下に搭載していた。
撮影で破壊したが一部修復され1985年のメルボルンのモーターショーで展示もされていた。
- アンダムーカバギー（別名ビッグフット）

アイアンバーが機関車から落とされた後、再び追跡する際に乗っていた四輪駆動のバギー車両。最後にマックスが乗るキャメルワゴンと正面衝突した。
- ジェデダイアの飛行機

ジェデダイアが乗る小型飛行機。オーストラリア製の農業機PL-12 エアトラックを改造して使用している。
- 機関車

バータータウンの地下施設で豚の糞からメタンガスを精製し、町全体にエネルギーを供給していたトラックの車体の列車車両。機関車の機関部分を改造してメタンガスの精製と供給を行っている為にパイプで町と直結・固定されており、マックス達が脱出した際には地下施設が大爆発を起こし、町も壊滅することとなった。また客車を改造した車両を1両連結しているが、車内の高さが異様に低く且つマスターが着替えと身支度をこの中でしていることから、マスターが宿舎として使われていた事が窺える。

## カットされたシーン
砂漠の砂丘からバータータウンに向かってマックスが子供達にトゥモローランドでは無く、バータータウンだと話している時、最後にマックスが流砂に呑み込まれたゲッコーを慰めてるシーンと、子供達の部族が住む地殻の断裂で、夜寝ていたマックスが死んだ妻と子供とかつての警官の同僚グースの事を思い出して起きた時、死んだ妻ジェシーを思い出して泣いている2つのシーンがあったが、最終的な編集でこの2つのシーンはカットされた。

## ノベライズ
1985年に映画版の内容に基づいたジョーン・D・ヴィンジによって書かれた小説版が出版された。1と2の小説版に続いて映画3作目の小説版だが、今のところマッドマックス・シリーズ最後の小説版である。現在は絶版。

## エピソード
- 幾つかの車両は撮影後にメルボルンとシドニーのモーターショーで展示された。
- シリーズ4作目の『マッドマックス 怒りのデス・ロード』の前日譚コミック『Mad Max Fury Road Mad Max #1』にはガスタウンにある闘技場サンダードーム・プラスの司会を務める男が登場するが、本作品に登場するサンダードームの司会をしていたディールグッドと同じ衣装を着ており、彼に基づいたキャラクター設定となっている。またガスタウンの設定もバータータウンに基づいている部分がある。
- ブラスターは二役で演じられており、体を演じたラーソンはシドニーで見出された身長207cmの配管工、素顔を演じたヘイズは同じく現地で著名だったダウン症俳優。ヘイズの名はブラスター役としてクレジットされず、"Special Thanks"の項に記されている。